# Acantholimon atrofuscum
Acantholimon atrofuscum är en triftväxtart som beskrevs av Karl Heinz Rechinger. Acantholimon atrofuscum ingår i släktet Acantholimon och familjen triftväxter. Inga underarter finns listade i Catalogue of Life.